# Districte de Faisalabad
El districte de Faisalabad (urdú ضلع فیصل آباد) és una divisió administrativa del Panjab (Pakistan) amb capital a Faisalabad antiga Lyallpur (que va prendre el seu nom de l'antic governador del Panjab Sir Charles James Lyall, el 1880). Fins a l'abolició de les divisions el 2000 va formar part de la divisió de Faisalabad.
El districte es va formar l'1 de desembre de 1904 com a districte de Lyallpur i van canviar el nom el 1977.
El districte va perdre l'antic tehsil de Toba Tek Singh el 1982, que va formar un districte separat.
Segons el cens del 1998 la població era de 5.429.547 habitants (42% a la capital). La superfície (després de 1982) era de 2.210 km². El 2001 Faisalabad va ser constituït com a ciutat-districte.
Fins al 2001 estava format per sis tehsils: 
- Faisalabad (Ciutat)
- Faisalabad (Sadar)
- Chak Jhumra
- Jaranwala
- Samundri
- Tandlianwala

Després del 2001 va quedar dividit en vuit towns (ciutats):
- Lyallpur
- Madina
- Jinnah
- Iqbal
- Samundri
- Tandianwala
- Jaranwala
- Chak Jhumra